# Савойский дворец
Савойский дворец (англ. Savoy Palace) — ныне не существующий дворец, считавшийся самой великолепной дворянской резиденцией в средневековом Лондоне. Резиденция Джона Гонта до уничтожения дворца во время восстания Уота Тайлера в 1381 году. Название происходит от Пьера II, графа Савойи, которому в 1246 году был пожалован титул графа Ричмонда вместе с участком земли в Лондоне; позже владения перешли к семье Гонта. Дворец находился между Стрэндом и Темзой; в память о нём была названа часовня эпохи Тюдоров, театр и отель, которые теперь расположены на этом месте.

## Дворец
В Средневековье наиболее престижным районом среди знати считался Стрэнд, который находился на главном маршруте между Сити и Вестминстерским дворцом, где находился королевский двор и заседал парламент. В 1246 году король Генрих III пожаловал землю между Стрэндом и Темзой дяде королевы Элеоноры, графу Савойи Пьеру II, сделав его феодальным бароном Ричмонда. Дворец, построенный здесь графом Савойи в 1263 году, позже перешёл к сыну Генриха III и Элеоноры, Эдмунду, 1-му граф Ланкастер. На протяжении следующего столетия здесь жили его потомки, герцоги Ланкастерские. В XIV веке дворец представлял собой огромную лондонскую резиденцию Джона Гонт, младшего сына короля Эдуарда III; Джон Гонт получил титул и земли герцогов Ланкастерских благодаря браку с Бланкой Ланкастерской. Он был влиятельным государственным деятелем и самым богатым человеком в королевстве после короля, а Савойский дворец — самой шикарной дворянской резиденцией в Англии. Он славился великолепной коллекцией гобеленов, драгоценностей и других украшений. Джефри Чосер начал писать «Кентерберийские рассказы», служа в Савойском дворце клерком.

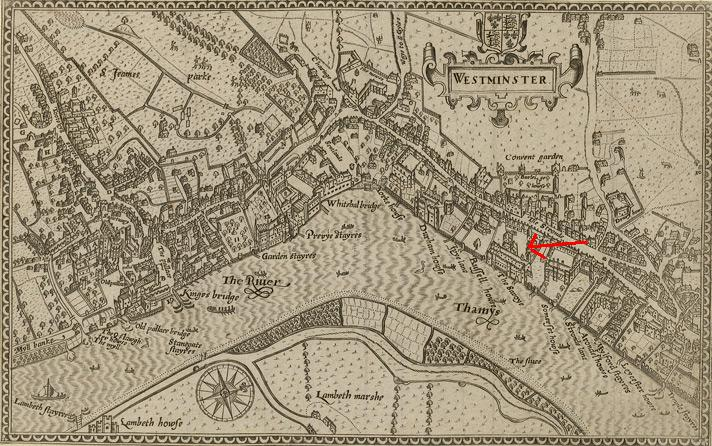
Стрелка указывает местоположение дворца на карте Вестминстера 1593 года.

Во время восстания под предводительством Уота Тайлера в 1381 году мятежники, обвинявшие Джона Гонта в введении подушного налога, разрушили Савойский дворец и уничтожили всё, что в нём находилось. То, что нельзя было разбить или сжечь, они побросали в реку. Бунтовщики расколотили ювелирные украшения молотками, и, по преданию, убили одного из своих товарищей, когда обнаружили у него припрятанный серебряный кубок. Несмотря на разрушение дворца, это место сохранило название «Савой».

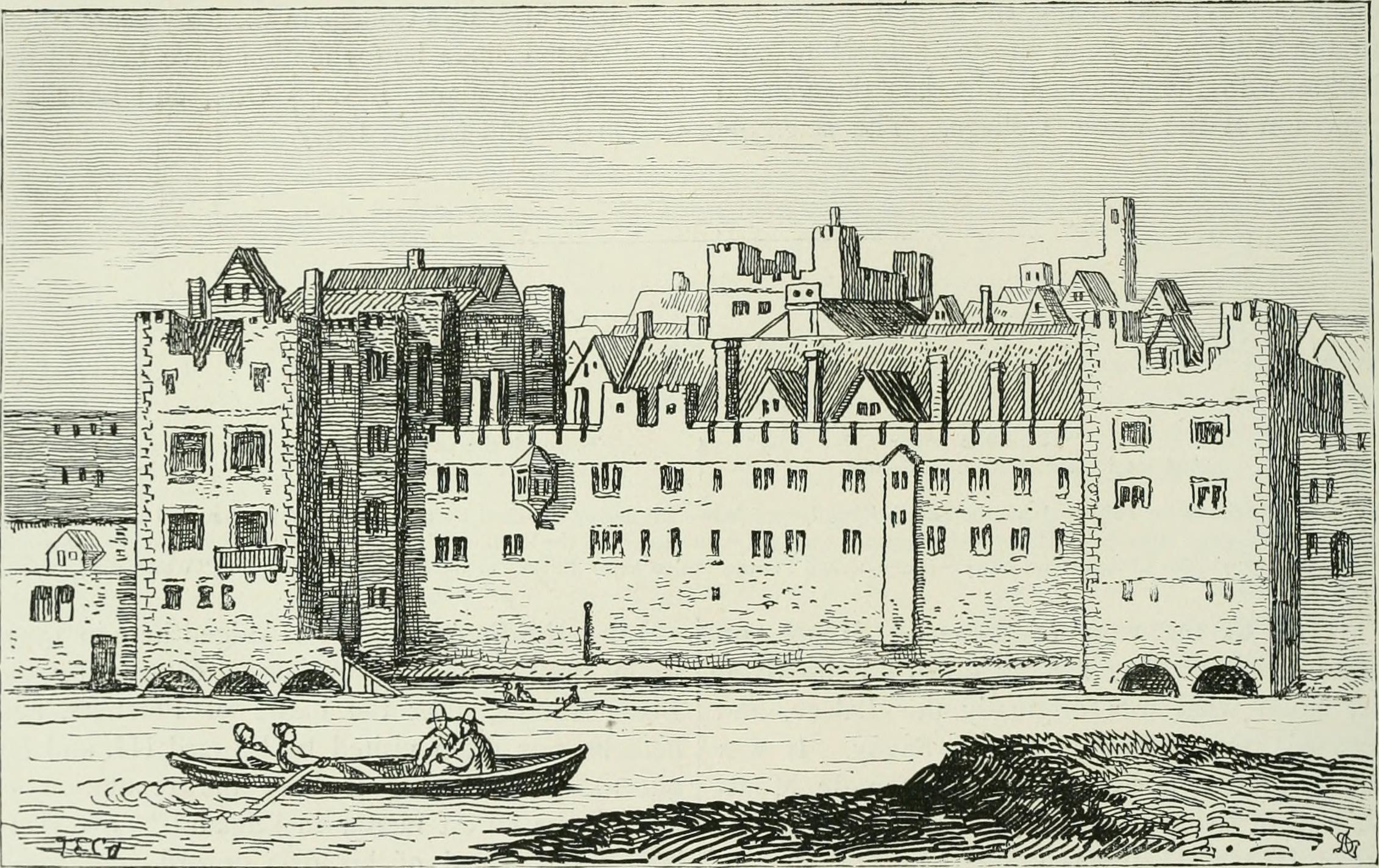
Савойский госпиталь. Вацлав Холлар, 1650 год.

## Госпиталь
Король Генрих VII завещал основать Савойский госпиталь для бедных и нуждающихся, выделив для строительства землю, на которой стоял сгоревший более ста лет назад дворец. В 1512 году в соответствии с патентной грамотой, выданной Генрихом VIII, госпиталь был признан юридическим лицом, что позволило начать строительство. Это была самая большая и впечатляющая больница своего времени в стране и первая, в которой имелся постоянный медицинский персонал. Тем не менее, с самого основания у Савойского госпиталя были проблемы с надлежащим управлением. В 1553 году король Эдуард VI закрыл учреждение, однако всего через три года королева Мария вновь его открыла. В 1570 году управляющий госпиталя Томас Турленд был уволен за злоупотребление служебным положением после того, как присвоил все ценности, продал больничные койки, обременил учреждение частным долгом (2500 фунтов стерлингов) и вступил в сексуальные отношения с персоналом. После этого строения на территории госпиталя были переделаны в дворянские дома.
Во время гражданской войны здесь располагался военный госпиталь. После воцарения Карл II восстановил больницу, однако в 1670 году некоторые из зданий были снова переданы армии для лечения раненых в Англо-голландских войнах. К этому времени дворяне уже покинули свои особняки на территории бывшего дворца, и в них обосновались торговцы. В 1695 году сэр Кристофер Рен построил на этом месте военную тюрьму.
В 1661 году здесь прошла Савойская конференция между англиканскими епископами и ведущими нонконформистами, что косвенно привело к строительству множества часовен для различных нонконформистских конгрегаций на территории госпиталя.
Комиссия, назначенная королём Вильгельмом III, постановила, что основная функция больницы — помощь бедным — полностью игнорируется; комиссия дала рекомендации, но они не были приняты. В 1702 году, когда должность управляющего была вакантна, сэр Нейтан Райт, лорд-хранитель Большой печати, официально объявил о закрытии учреждения.

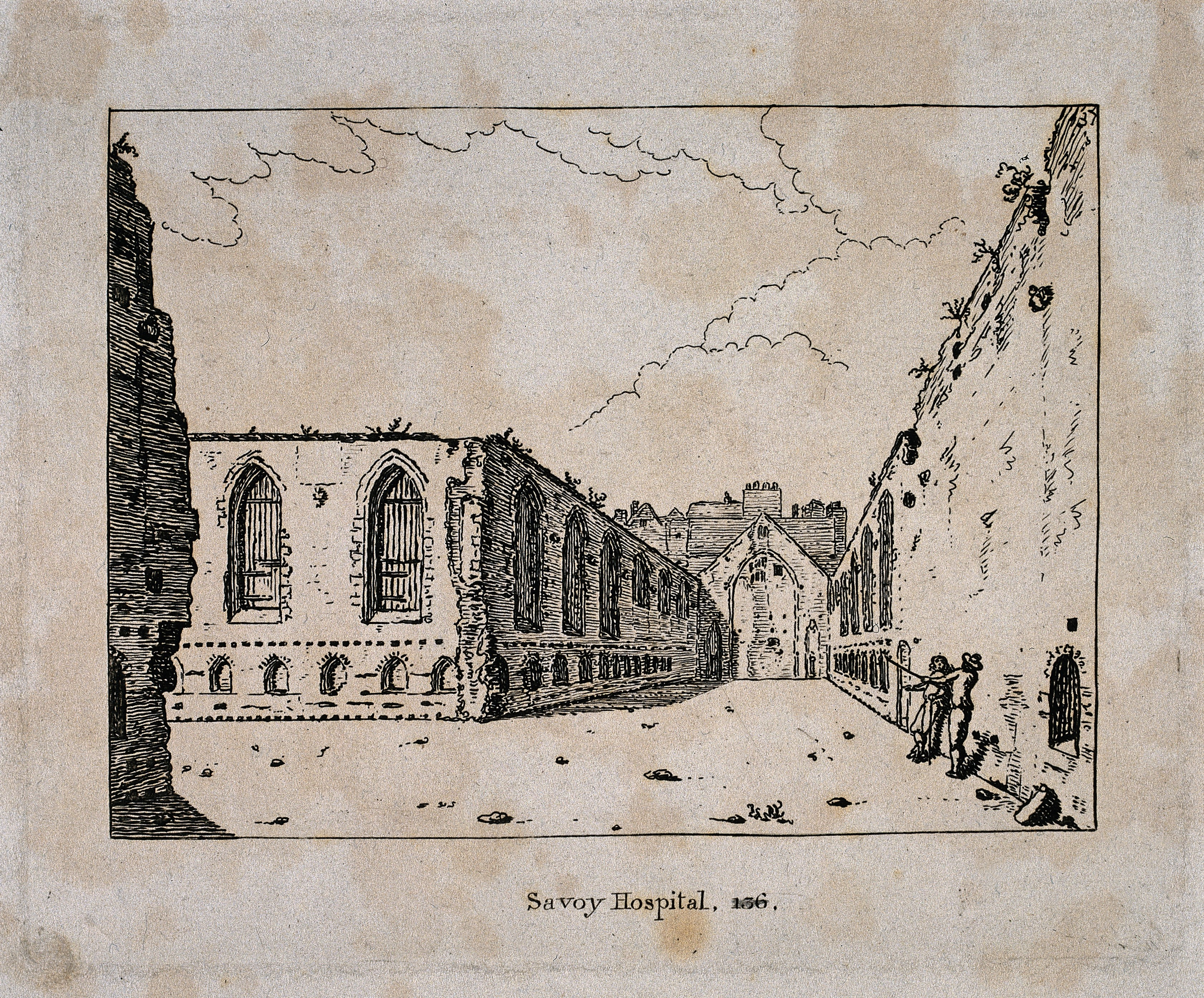
Развалины главного здания казарм (бывшего госпиталя) после пожара в конце XVIII века.

## Казармы

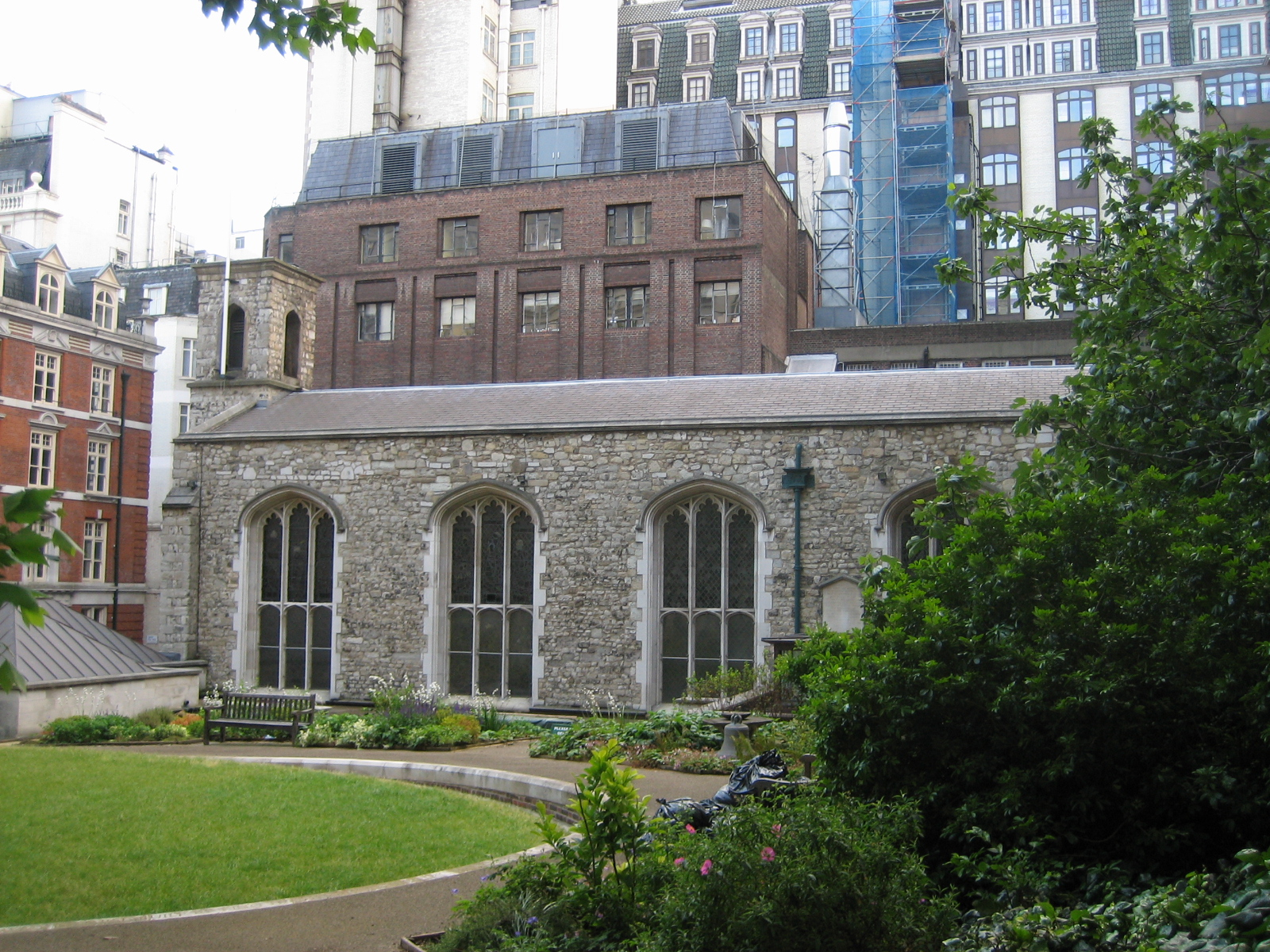
Часовня Савой

В бывшем комплексе госпиталя на протяжении большей части XVIII века располагались казармы. В 1776 году бо́льшая часть зданий сгорела; в то время в нём размещались военный лазарет, тюрьма и вербовочный офис. Ещё до пожара были планы по реконструкции и строительству новых казарм, рассчитанных на 3000 гвардейцев, но проект так никогда и не был реализован, а в 1804 году от него окончательно отказалась.
В 1816—1820 годах почти все оставшиеся больничные здания были снесены, чтобы расчистить дорогу к новому мосту Ватерлоо. Единственным уцелевшим зданием была больничная часовня XVI века, посвящённая святому Иоанну Крестителю. Она является церковью герцогства Ланкастерского и Королевского Викторианского ордена. На месте дворца сейчас расположены театр Савой и отель Савой.